# Casiotone

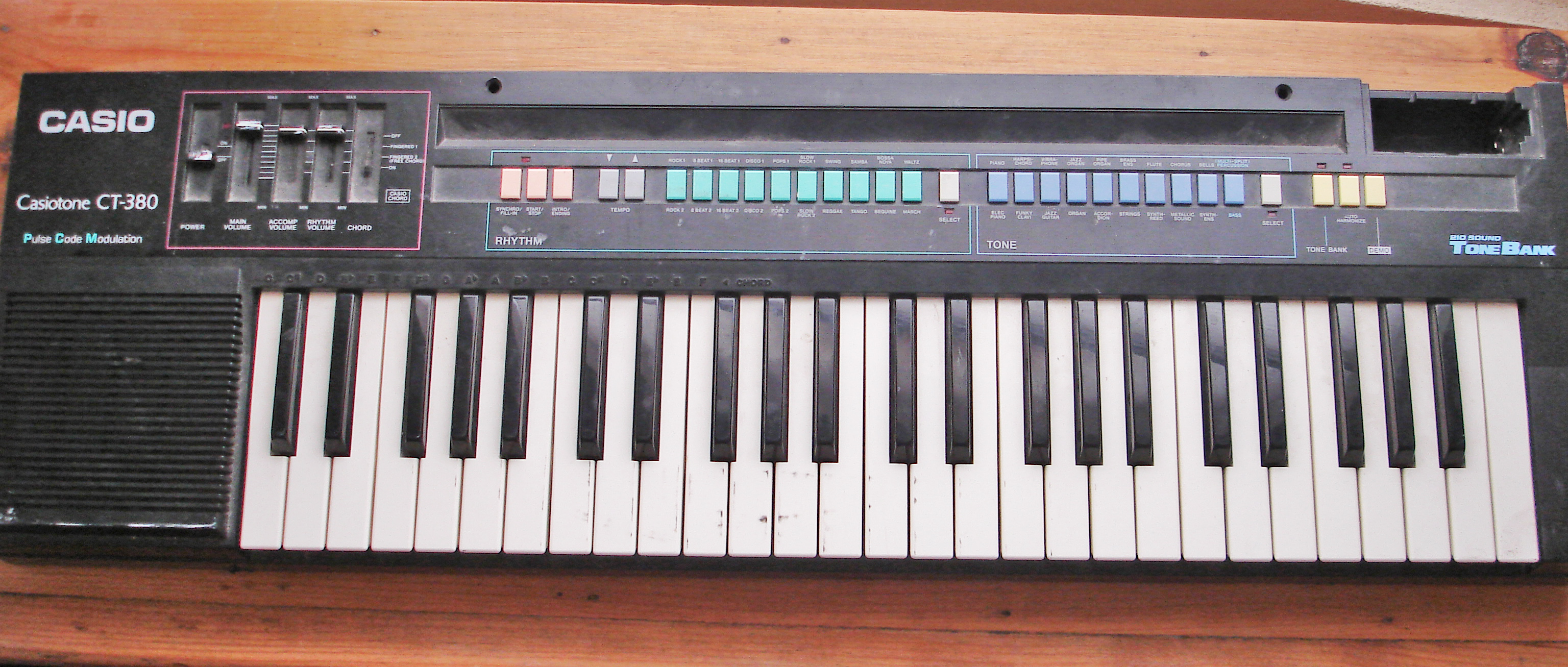
Le Casiotone CT-380, exemple de la série Casiotone.

Casiotone (en japonais : カシオトーン, kashiotōn) est une série de claviers électroniques produite par la société japonaise Casio au début des années 1980.

## Caractéristiques
La plupart des claviers Casiotone sont petits, munis de touches miniatures conçues pour les doigts des enfants, et ne sont pas destinés — à l'origine — à un usage par des musiciens professionnels. Ils contiennent généralement un générateur de rythme, plusieurs motifs rythmiques étant disponibles, et permettent souvent de jouer automatiquement une ligne de basse.
Les premiers modèles utilisent une technique de synthèse sonore appelée « Vowel-Consonant synthesis (en) » par Casio ; elle a pour but d'approcher le son d'autres instruments (piano, orgue, guitare, flûte, etc.) plutôt que de produire un son électronique. Elle utilise deux formes d'onde, mixées et filtrées par un filtre passe-bas, les caractéristiques de ce filtre étant préréglées pour correspondre aux différents sons. Les filtres sont modélisés suivant les fréquences présentes dans le canal vocal humain, d'où le nom donné au processus par les techniciens de l'entreprise pendant sa recherche. Les sons produits ne sont pas très réalistes, mais suffisamment acceptables.

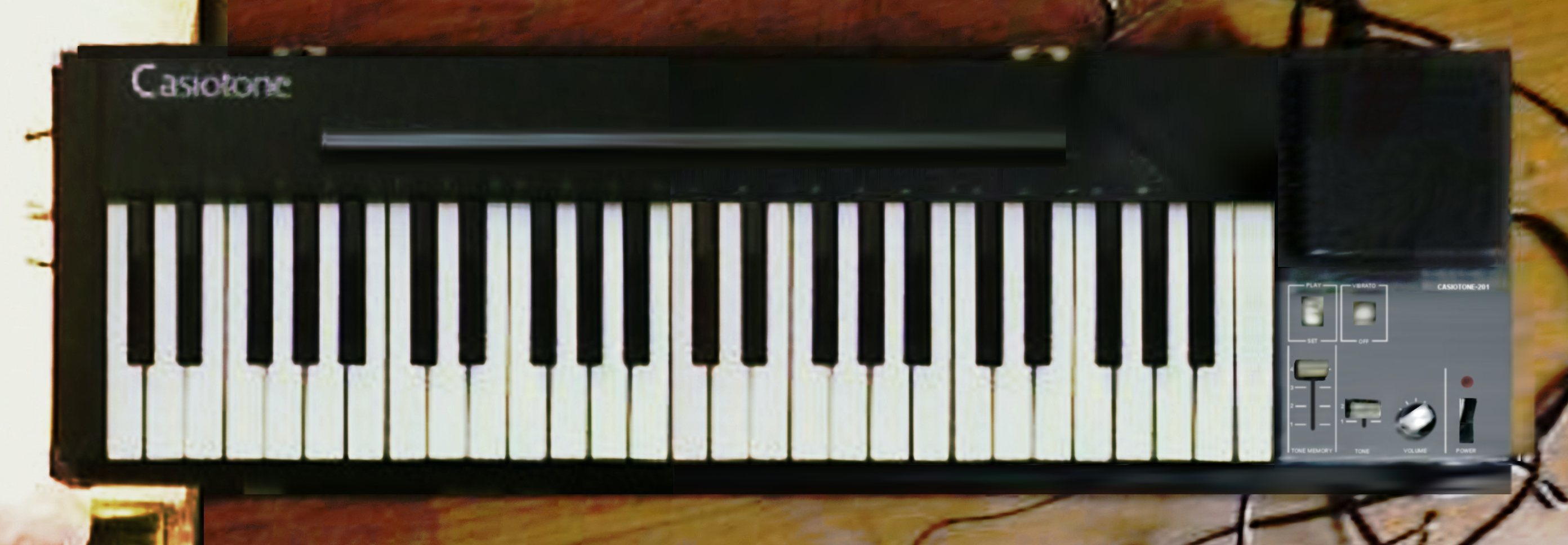
Casiotone 201 (1980, 1er Casiotone)
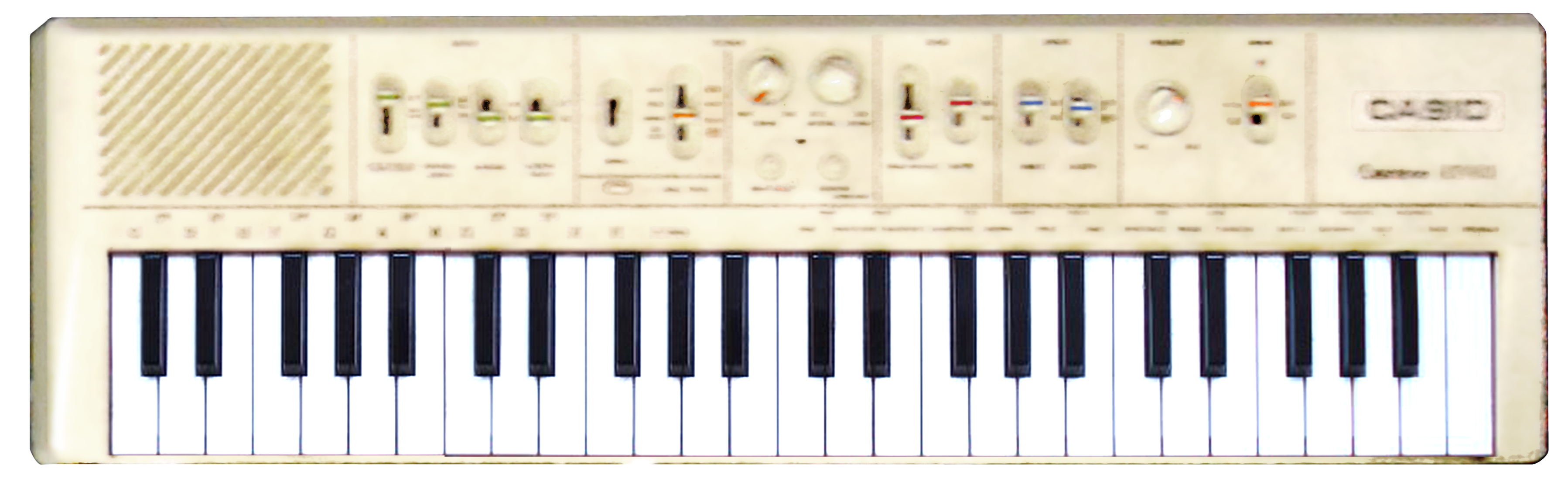
Casiotone MT-60

## Historique
En 1979, cherchant à s'étendre au-delà des montres et des calculatrices, la société Casio annonce son intention de pénétrer le marché des instruments de musique. En janvier 1980, elle produit le premier élément de la gamme Casiotone, le Casiotone 201,. Cette gamme n'est pas vraiment destinée au marché professionnel, mais a plutôt pour ambition d'être simple à jouer, sans entrainement particulier. Plusieurs versions de Casiotone sont produites jusque vers 1984.
Tous les claviers produits par Casio au début des années 1980, comme la série PT, ne sont pas commercialisés sous le label Casiotone. Le nom est ravivé par la suite pour des modèles comme le PT-87, vendu comme Casiotone.
La gamme ultérieure de Casio, la série CZ, utilise une synthèse à distorsion de phase (en), mathématiquement identique à la synthèse FM de Yamaha, mais implémentée légèrement différemment pour ne pas violer de brevet. Après la sortie du Casio SK-1 en 1985, les générateurs à modulation d'impulsion codée basés sur des samples deviennent prédominants dans les claviers Casio.

## Usage
Bien que le nom « Casiotone » disparaisse rapidement du catalogue Casio avec l'avancée des techniques de synthèse sonore, le faible coût et l'abondance de ces claviers en font un équipement musical courant, par exemple dans la musique garage. Parmi les groupes ou les musiciens utilisant des claviers Casiotone : Alexis Taylor de Hot Chip, Dan Deacon, Lettie (en), Maurizio Arcieri (en) de Krisma, Olivier Demeaux de Cheveu, Kevin Parker de Tame Impala et S Ξ II Y Δ , Turnstyle (en) ou Hedluv + Passman (en).
Le groupe électronique Casiotone for the Painfully Alone a choisi son nom en référence aux claviers Casiotone.